# Тургенев, Пётр Николаевич
Пётр Никола́евич Турге́нев или Пьер-Николя Тургенефф (2 апреля 1853, Париж, Вторая французская империя — 21 марта 1912, Париж, Третья французская республика) — французский скульптор, происходивший из русского рода Тургеневых. Сын идеолога декабризма Н. И. Тургенева.

## Биография
Родился в семье русского мыслителя Николая Тургенева и Клары Виарис, дочери итальянского маркиза, служившего генералом во французской армии. Родился, жил и умер от грудной жабы в Париже; однако, несмотря на это, был большим знатоком и ценителем русской культуры. Поддерживал дружеские отношения со своим дальним родственником И. С. Тургеневым, так же предпочитавшим любить Россию из Парижа. 
Всерьёз занялся скульптурой в 1865 году, когда стал работать под руководством известного скульптора Эмманюэля Фремье, и успехи его оказались настолько велики, что уже в 1870 г. его статуэтка «Орловский рысак» была принята на выставку известного парижского Салона. Следует заметить, что лошади в самых разных композициях на протяжении всей жизни были излюбленной темой в работе художника; он стал признанным мастером в этом направлении. К примеру, по совету И. С. Тургенева, он исполнил в натуральную величину группу «Русский крестьянин с парой лошадей». А в качестве помощника баталиста Эдуарда Детайля, получившего задание к Всемирной парижской выставке 1900 года воспроизвести французскую армию за прошедшее столетие, изготовил 23 фигуры лошадей в натуральную величину.
Результатом отличных работ Петра Николаевича в области скульптуры и в особенности в области воспроизведения конных групп была его известность во Франции и многочисленные заказы — главным образом, со стороны французского военного министерства. В 1897 году награждён Орденом Почётного легиона.
Другим его увлечением была работа над изображениями деятелей русской культуры и истории. Здесь стоит отметить статую Ермака верхом на лошади, памятники Александру II и Александру III, бюст И. С. Тургенева. Известны также группа французских бурлаков в натуральную величину (для которой позировали настоящие бурлаки); мраморная группа «Источник»; статуя молодой девушки, играющей на флейте.
Имя Петра Николаевича стало известно в России лишь начиная с 1900-х годов. В 1907 г. он был избран почётным членом Императорской академии наук.